# Die seltsame Vergangenheit der Thea Carter
Die seltsame Vergangenheit der Thea Carter ist ein deutscher Stummfilm aus dem Jahre 1929 von Ernst Laemmle und Joseph Levigard mit dem dänischen Star Olaf Fönss, der hier seinen vorletzten deutschen Leinwandauftritt absolvierte, und der US-Amerikanerin June Marlowe, die die Titelfigur spielte, in den Hauptrollen. Die Geschichte basiert auf dem Theaterstück The House of Glass (1916) von Max Marcin und George M. Cohan.

## Handlung
Thea Carter ist die Ehefrau des deutlich älteren Firmendirektors. Carters Geschäfts-Konkurrent Peter van Ruyten stellt der verheirateten Frau auf geradezu penetrante Weise nach, blitzt bei ihr aber regelmäßig ab. Thea besitzt einen dunklen Fleck auf ihrer Vergangenheit: Durch den Jugendfreund Charlie Mason wurde sie einst in eine Diebstahlsangelegenheit hineingezogen und erhielt, obwohl unschuldig, eine Bewährungsstrafe. Seitdem sind viele Jahre vergangen. Nun scheinen die Dämonen der Vergangenheit zurückzukehren: Bei einer Soirée wird Frau Carter ein wertvolles Halsband entwendet, das sich allerdings bald wieder anfindet; eine langfingrige Zofe hatte es entwendet und den Diebstahl eingestanden. Dieser Vorfall bringt den erfahrenen Polizeirat Kroll auf den Plan, der sogleich eine Verbindung mit dem jetzigen Fall und Thea Carter aufzudecken glaubt. Denn die diebische Zofe war mit einem Ganoven verbandelt und ist, anders als der damalige Langfinger, damals den Polizeihäschern entkommen.
Diese Koinzidenz ist für Thea Carter besonders unangenehm, denn nicht nur, dass man sich plötzlich ihres eigenen Falles erinnert, sondern ihre eigene Bewährungsstrafe läuft erst in zwei Tagen ab. Das Unglück nimmt seinen Lauf: Theas einstiger Galan, der für ihre Haftstrafe verantwortlich war, taucht im Umfeld der Carters auf, um sich einen finanziellen Vorteil zu verschaffen. Dies wiederum erfährt van Ruyten, Direktor Carters Konkurrent um Theas Gunst, und nimmt den ihm Unbekannten bei sich auf, in der Hoffnung, durch dessen Wissen Thea Carter selbst unter Druck zu setzen. Mit der Kenntnis von Theas seltsamer Vergangenheit setzt Peter die Direktorsgattin nunmehr unter Druck, seine Geliebte zu werden. Andernfalls würde er dem ahnungslosen Ehemann alles über Theas Vorleben verraten. Kroll und van Ruyten im Genick, droht Thea an ihrer Vergangenheit zu zerbrechen, doch ihr Ehemann erweist sich als tapferer Kämpfer um Glück und Ehre seiner Gattin: Nachdem er alles erfahren hat, wirft Carter van Ruyten kurzerhand aus seinem Haus. Polizeirat Kroll, der erkennt, welch guten Charakter Thea hat, tritt expressis verbis seinen Jahresurlaub an und macht den Carters damit klar, dass so oder so Thea keine Gefahr mehr droht, denn nach Urlaubsende sei ihre Verjährungsfrist abgelaufen.

## Produktionsnotizen
“Die seltsame Vergangenheit der Thea Carter” entstand im Februar 1929 im Jofa-Atelier von Berlin und passierte am 23. September desselben Jahres die Zensur. Die Premiere war Ende November oder am 3. Dezember (laut Gerhard Lamprecht) 1929 in Berlin-Neuköllns Mercedes-Palast. Der mit Jugendverbot belegte Sechsakter besaß bei seiner Uraufführung eine Länge von 2188 Metern.
Paul Kohner übernahm die Produktionsleitung, Adolf Essek die Aufnahmeleitung. Franz Schroedter gestaltete die Filmbauten.

## Wissenswertes
Die Dreharbeiten wurden durch mehrere unerwartete und zum Teil tragische Ereignisse beeinträchtigt.
Co-Regisseur Ernst Laemmle (1900–1950) war einer der diversen Neffen des umtriebigen Universal-Pictures-Gründers Carl Laemmle, „dem Erfinder des Hollywood-Nepotismus’ (Branchenspott: „Carl Laemmle had a very large family“)“, der den weitgehend unbekannten Verwandten hier als Ersatz für den plötzlich erkrankten und frühzeitig verstorbenen deutschstämmigen Regisseur Joseph Levigard (1903–1931) einsetzte.
Der berühmte Theatermime Albert Steinrück, der die Rolle des Polizeirats Kroll spielen sollte, verstarb in der Frühphase der Dreharbeiten. Er wurde daraufhin von dem nahezu auf den Tag genau gleichaltrigen Kollegen Hermann Vallentin ersetzt.

## Kritik
„Ernst Laemmle hat diese unterhaltsame Angelegenheit sehr schwungvoll inszeniert und die guten Darsteller gut placiert. Olaf Fönss als Gatte, Stahl-Nachbaur als Nebenbuhler und Vallentin als Polizeirat stellten drei vornehme, glaubhafte Typen hin. Die schöne June Marlowe gab ihrer Titelheldin alle dramatischen Nuancen, und Camilla von Hollay als diebische Zofe bewies ihr starkes Ausdrucksvermögen, das sie zu wertvolleren Rollen prädestiniert.“

„June Marlowe glaubt man die seltsame Vergangenheit als Kabarettänzerin, Olaf Fönss ist der starke Mann und Charakter wie ehedem. Der Polizeirat Hermann Vallentins allerdings beschränkt sich nicht lediglich auf die im Manuskript vorgeschriebene kriminalistische Dämonie, sondern weiß seinem Kommen und Gehen, seinem Ernst und seinem Lachen einen gewissen Sinn zu verleihen. Ernst Laemmle führte, scheinbar recht resigniert und lebensunlustig, die zäh und langsam sich entwickelte Regie.“